# Lê Chiêu Tông
 (octobre 2018).
Si vous disposez d'ouvrages ou d'articles de référence ou si vous connaissez des sites web de qualité traitant du thème abordé ici, merci de compléter l'article en donnant les références utiles à sa vérifiabilité et en les liant à la section « Notes et références ».
Lê Chiêu Tông (4 octobre 1506 - 18 décembre 1526), né sous le nom Lê Y, est le dixième empereur du Đại Việt (ancêtre du Viêt Nam) de la dynastie Lê. Il règne de 1516 à 1522.